# Estação Ferroviária de Cerdeira
A Estação Ferroviária de Cerdeira é uma interface da Linha da Beira Alta, que serve a freguesia de Cerdeira, no Distrito da Guarda, em Portugal.

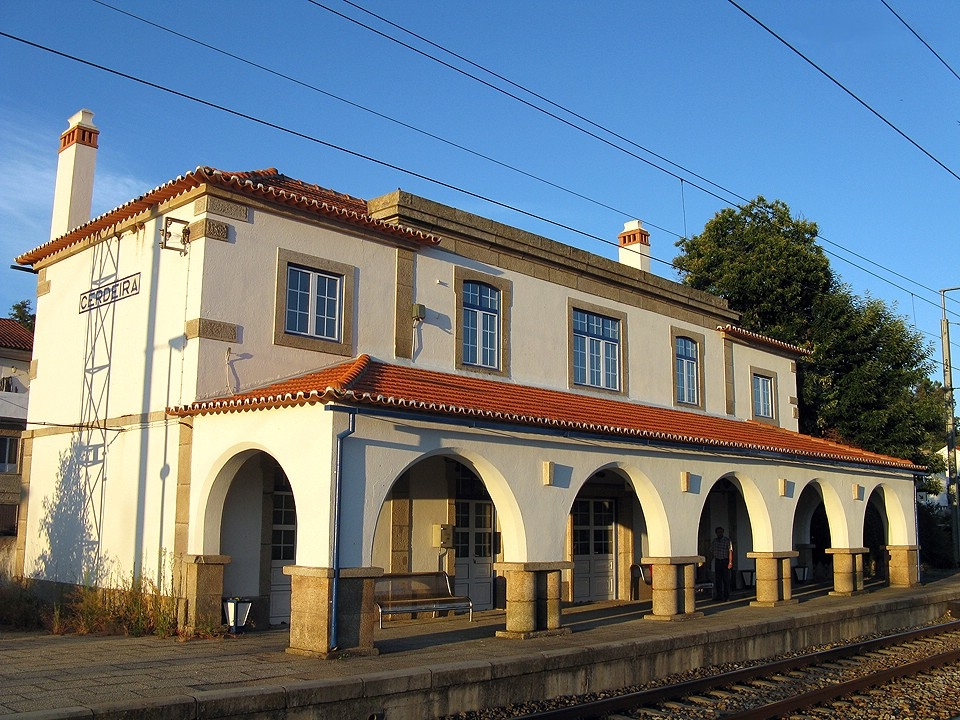
Estação de Cerdeira, em 2008.

## Descrição

### Localização e acessos
A estação tem acesso pela Rua do Frei Miguel, no limite sul da area urbana de Cerdeira (distante do seu centro pouco mais de meio quilómetro), na margem direita (sul) do Rio Noéme.

### Infraestrutura
Esta interface apresenta duas vias de circulação, identificadas como I e II, com 463 e 427 m de comprimento, e duas plataformas, com 137 e 109 m de extensão, e 50 e 45 cm de altura; existe ainda uma via secundária, identificada como III, com comprimento de 144 m; todas estas vias estão eletrificadas em toda a sua extensão. A superfície dos carris da estação ferroviária de Cerdeira no seu ponto nominal situa-se à altitude de 7266 dm acima do nível médio das águas do mar. O edifício de passageiros situa-se do lado sul da via (lado direito do sentido ascendente, a Vilar Formoso).

### Serviços
Por motivos do obras em toda a Linha da Beira Alta em 2022-2024, o serviço de passageiros a este interface é assegurado por via rodovária, com duas circulações diárias em cada sentido entre Guarda e Vilar Formoso.

## História

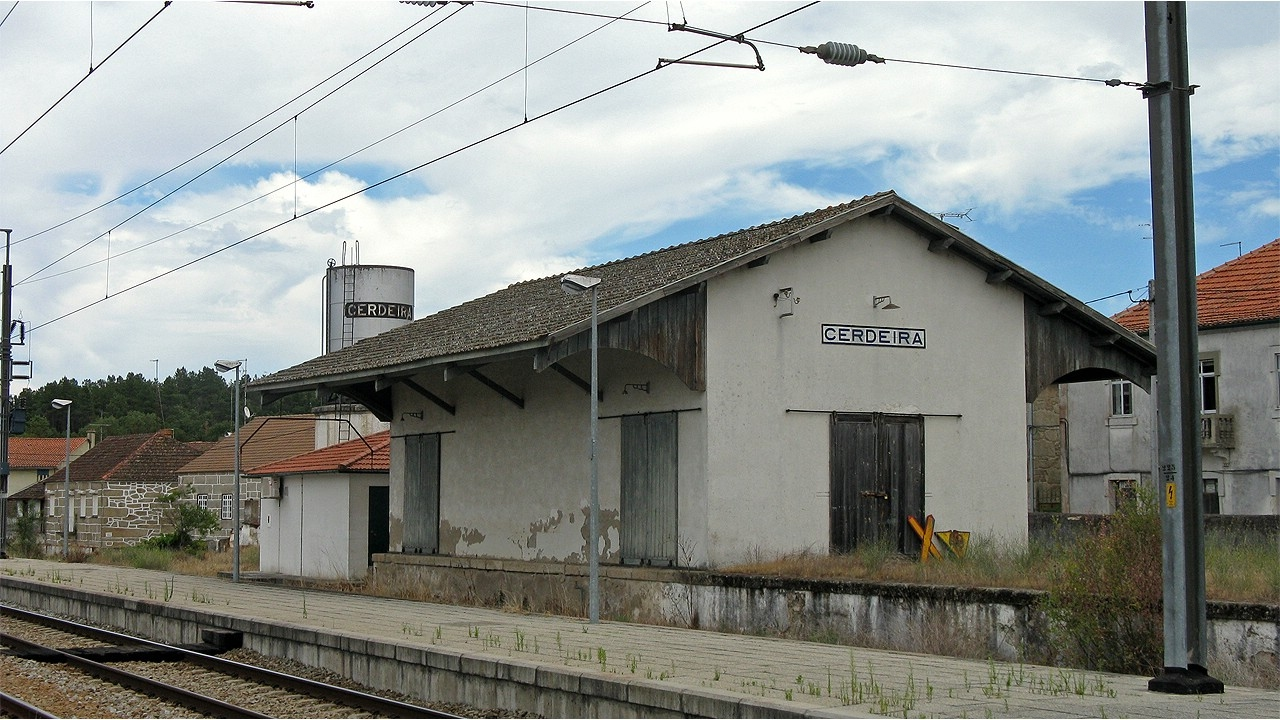
Antigo armazém de mercadorias.

A Linha da Beira Alta entrou ao serviço, de forma provisória, em 1 de Julho de 1882, tendo a linha sido totalmente inaugurada no dia 3 de Agosto do mesmo ano, pela Companhia dos Caminhos de Ferro Portugueses da Beira Alta.
Em 1932, a Companhia da Beira Alta construiu os muros de vedação, no lado de Guarda, e em 1935, levou a cabo grandes obras de reparação no edifício da estação e nas retretes, e da casa de habitação do chefe do 5.º lanço.

O edifício de passageiros foi substituído na primeira metade do século XX, tendo o novo prédio sido construído no estilo tradicional português.